# سيرافالي سيشيا
سيرافالي سيشيا هي بلدية في مقاطعة فرشيلي التابعة لإقليم بييمونتي الإيطالي، تقع على بعد حوالي 80 كيلومتر (50 ميل) إلى الشمال الشرقي من مدينة تورينو وحوالي 40 كيلومتر (25 ميل) إلى الشمال من فيرتشيلي.

## السكان
في سنة 1861 بلغ عدد السكان 2٬323 نسمة، وتطور العدد ليصل في سنة 2011 لـ 5٬141 نسمة.
يظهر هذا المخطط البياني تطور النمو السكاني لـ سيرافالي سيشيا

## وصلات خارجية
- الموقع الرسمي